# Peter Hlinka
Peter Hlinka (5 de dezembro de 1978) é um futebolista profissional eslovaco que atua como meia.

## Carreira
Peter Hlinka representou a Seleção Eslovaca de Futebol, nas Olimpíadas de 2000. 